# Вторая индо-пакистанская война
Вторая индо-пакистанская война (англ. Indo-Pakistani war of 1965) или Вторая кашмирская война — вооружённый конфликт между Индией и Пакистаном, произошедший в августе—сентябре 1965 года. Начавшись с попытки Пакистана поднять восстание в индийской части спорного штата Кашмир, конфликт вскоре принял характер пограничной войны между двумя государствами. Боевые действия не выявили победителя; война завершилась вничью после вмешательства ООН.

## Качский Ранн
Весной 1965 года между Индией и Пакистаном произошёл пограничный конфликт из-за пустынной территории Большой Качский Ранн. Кто спровоцировал конфликт, остаётся неясным, но в марте—апреле на границе произошли вооружённые столкновения между пограничниками обеих стран, вооружённые силы обеих стран были приведены в полную боевую готовность и стянуты к границе. Конфликт не успел разгореться в полную силу: в него вмешалась Великобритания, при посредничестве которой стороны 30 июня заключили соглашение о прекращении огня. Спор вокруг Качского Ранна был полностью урегулирован 4 июля 1969 года заключёнными в Исламабаде соглашениями: Пакистан получил 900 км² территории, хотя претендовал на значительно больший участок.

## Большая война
События в Качском Ранне, по всей видимости, убедили пакистанское руководство в превосходстве национальной армии над индийской и склонили его к силовой попытке решения Кашмирской проблемы. По итогам первой индо-пакистанской войны 1947—1948 годов штат Кашмир был разделён на две части, отошедшие враждующим сторонам. Пакистан не оставлял надежды установить контроль над индийской частью штата. Пакистанские спецслужбы начали засылку в индийский Кашмир подготовленных диверсантов, которые должны были поднять там восстание в начале августа 1965 года и развернуть партизанскую войну против индийцев. Эта операция, носившая кодовое название «Гибралтар», полностью провалилась. Индийцам стало известно, что диверсанты прибывают из пакистанской части штата, и 15 августа — в 18-ю годовщину распада Британской Индии — индийская армия вторглась туда, чтобы уничтожить лагеря подготовки боевиков.
Оборонявшая этот район 12-я пакистанская дивизия не могла сдержать наступления индийского корпуса, и очень скоро угроза захвата нависла над Музаффарабадом, «столицей» пакистанского Кашмира. Чтобы ослабить давление противника на 12-ю дивизию, пакистанское командование 1 сентября развернуло наступление на индийскую часть Кашмира (операция Grand Slam). С этого момента между Индией и Пакистаном шла открытая война. Индия не остановилась перед эскалацией боевых действий, впервые вынеся их за пределы Кашмира 6 сентября, когда индийская армия вторглась уже на территорию Пакистана. Удар наносился в направлении крупного города Лахор. Войска дошли почти до самого Лахора, после чего были отброшены назад пакистанской контратакой.
В дальнейшем обе стороны несколько раз проводили наступления и контрнаступления, пытаясь достичь какого-либо крупного успеха. Гордость пакистанской армии, 1-я танковая дивизия, начала продвижение в направлении индийского города Амритсар, имея задачу захватить его, однако попала в засаду возле селения Асал-Уттар и понесла большие потери в ходе, возможно, самого знаменитого сражения индо-пакистанских войн. В свою очередь, индийцы не сумели прорвать пакистанскую оборону на сиалкотском направлении, хотя в упорных боях всё же захватили населённый пункт Пхиллора. 12 сентября в районе Пхиллоры произошёл довольно редкий случай, индийскому танку «Центурион» 17-го полка удалось огнём пушки сбить пакистанский вертолёт.
Боевые действия в Восточном Пакистане особого накала не имели, хотя авиация сторон регулярно бомбила места дислокации войск и базы снабжения.
22 сентября Совет Безопасности ООН принял резолюцию, призывавшую враждующие стороны прекратить боевые действия. 23 сентября война окончилась. При посредничестве СССР 10 — 11 января 1966 года президент Пакистана Айюб Хан и премьер-министр Индии Шастри подписали Ташкентскую декларацию, которая подвела итоговую черту под войной.

## Последствия
Индо-пакистанская война 1965 года завершилась без убедительной победы какой-либо из сторон. И в Индии, и в Пакистане государственная пропаганда сообщала об успешном завершении войны; в современном Пакистане до сих пор принято считать, что страна в 1965 году одержала значительную победу. В то же время многие независимые наблюдатели полагают, что в случае продления боевых действий и после 23 сентября успех в конечном счёте был бы на стороне Индии. Продолжавшаяся месяц война унесла более 5 тысяч жизней, были уничтожены сотни танков и десятки самолётов. Индия безвозвратно потеряла 80 танков, ещё 48 были подбиты, но возвращены в строй. Около 300 пакистанских танков было подбито в ходе войны, включая около 200 недавно полученных из США танков M47 и M48.
Конфликт между Индией и Пакистаном был одним из немногих конфликтов того времени, не имевших отношения к «холодной войне». И СССР, и США сохраняли нейтральную позицию в ходе боевых действий, а страны НАТО ввели эмбарго на поставку оружия обеим воюющим странам. После очередной индо-пакистанской войны, произошедшей в 1971 году (и на этот раз не связанной с Кашмиром), события 1965 года оказались во многом забытыми, но их влияние на развитие ситуации в Южной Азии нельзя недооценивать. Пакистан после введения американского эмбарго стал увеличивать размеры военного сотрудничества с Китаем, что побудило Индию к более тесным связям с СССР. Индийское военное командование усвоило уроки войны и продолжило реорганизацию армии, что в значительной степени обусловило блестящую победу 1971 года.
Проблема Кашмира была окончательно решена в 1998 году, когда Индия и Пакистан провели первые ядерные испытания. Обе страны провели по 5 подрывов ядерных боеголовок. В январе 1999 г. делегации стран подписали в Вашингтоне при посредничестве ООН меморандум о полном запрещении ядерных испытаний.